# Uposatha
Uposatha (Pali; Sanskrit उपवसथ upavasatha Upavasatha „Fasttag“; Thai: Wan Phra) ist ein buddhistischer Feiertag, ein Tag der inneren Einkehr, der Erneuerung der Dharma-Praxis und Einhaltung der Uposatha-Silas.
Der Uposatha-Tag nimmt eine bedeutende Stellung im Theravada-Buddhismus ein, im Mahayana-Buddhismus haben die Uposatha-Tage nur eine geringe Bedeutung.

## Ursprung
Der Term Uposatha stammt aus den Rig Veda. In den alten Versen wurde der Upavasatha erwähnt, ein Tag der Vorbereitung auf das sog. Soma-Ritual, der gewöhnlich durch Fasten begangen wurde. Diese Vorbereitungen wurden an den Tagen des Halbmondes, des Voll- und des Neumondes begangen. Auch nicht-vedische Sekten nutzten bereits in vorbuddhistischer Zeit diese Tage zur Zusammenkunft und Einkehr, um ihr Dharma zu verkünden. Auf einen Vorschlag des Magadha-Königs Seniya Bimbisara übernahm der Buddha diese Praxis und ordnete an, dass sich seine Jünger an diesen Tagen versammelten.

## Berechnung
Der Kalender der Uposatha-Tage wird nach einer komplexen traditionellen Formel berechnet, die sich nach dem Mondkalender richtet (siehe: thailändischer Mondkalender). Das führt dazu, dass der berechnete Zeitpunkt nicht unbedingt mit den aktuellen astronomischen Konstellationen übereinstimmt. Die verschiedenen Glaubensgemeinschaften innerhalb des Theravada-Buddhismus (siehe z. B. Thammayut Nikaya) haben zudem leicht unterschiedliche Berechnungsformeln. Grob gesprochen fallen die Uposatha-Tage auf den Vollmond, den Neumond und die beiden Halbmond-Tage, die genau dazwischen liegen. Der Abstand zwischen den Uposatha-Tagen kann fünf, sechs oder sieben Tage betragen.

## Praxis
Die Uposathas am jeweils letzten Tag der Monatshälfte, also am Neumond- bzw. Vollmond-Tag, sind bedeutsamer als die dazwischen liegenden. Denn an diesen Tagen halten die Bhikkhus zusätzlich die Patimokkha-Feier ab, d. h., sie rezitieren die 227 Trainings-Regeln, wie sie der Buddha festgelegt hat.
Die Laien beachten an den Uposatha-Tagen nicht nur die üblichen Fünf Silas, sondern die Acht Tugendregeln: Nicht töten oder verletzen, nicht nehmen, was nicht gegeben wurde, keine falsche Rede (d. h. nicht lügen, verletzend reden oder leeres Geschwätz pflegen), keine sexuellen Handlungen, keine berauschenden Mittel zu sich nehmen, kein Essen nach Sonnenhöchststand, keine Vergnügungen (Musik/Theater etc.) oder körperliches Herausputzen (Schmuck, Schminke, Parfüm o. ä.) sowie nicht auf hohen oder breiten Betten schlafen bzw. nicht mehr schlafen als nötig. Dies dient dazu, sich im bewussten, liebevollen und achtsamen Umgang mit den Mitwesen wie auch im Loslassen von sinnlichen Dingen zu üben und sich an diesem Tag ganz auf Studium der buddhistischen Lehre und die Kontemplation zu konzentrieren und alle möglichen Ablenkungen weitgehend zu vermeiden. Wenn möglich, nutzen die Laien diese Tage, um ihr örtliches Kloster zu besuchen, dort Dhamma-Vorträgen der Mönche zuzuhören und mit Gleichgesinnten bis spät in die Nacht hinein zu meditieren.

## Heutige Situation
In den Ländern des Theravada (Thailand, Birma, Sri Lanka) war früher der Uposatha-Tag ein arbeitsfreier Tag. Aber durch die zunehmende Verwestlichung hat das westliche Wochenende und damit der arbeitsfreie Sonntag mittlerweile eine höhere Bedeutung gewonnen. Zwar ist man in den Theravada-Klöstern in westlichen Ländern teilweise dazu übergegangen, die Uposatha-Tage auf ein Wochenende zu legen, damit mehr Laien daran teilnehmen können, die Patimokkha jedoch wird noch immer am korrekten Tag rezitiert.
Auch wenn es traditionsgemäß oft meist nur die Älteren der Gemeinde sind, die sich an Uposatha im Kloster zusammenfinden, hat dieser Tag eben deshalb einen großen Einfluss auf das religiöse Leben in den ländlichen Gebieten der Theravada-Länder.

## Besondere Feiertage
Es gibt einige Uposatha-Tage am Vollmond, die eine spezielle Bedeutung im buddhistischen Kalender haben:
- Magha Puja (meist im Februar) – manchmal „Sangha-Tag“ genannt erinnert er an die spontane, nicht abgesprochene Versammlung von 1250 Arahants vor dem Buddha. Bei dieser Gelegenheit hielt der Buddha die Ovada-Patimokkha Gatha, eine Zusammenfassung der wichtigsten Punkte seiner Lehre.
- Visakha Puja (meist im Mai) – auch „Buddha-Tag“ genannt. Er gedenkt der Geburt, Erleuchtung und des vollkommenen Verlöschens (Parinibbana) des Buddha.
- Asalha Puja (meist im Juli) – der „Dhamma-Tag“ erinnert an die erste Rede des Buddha vor seiner Gefolgschaft im Hirschpark von Sarnath bei Varanasi (heute Benares), nachdem er erleuchtet worden war.
- Pavarana Tag (meist im Oktober) – kennzeichnet das Ende der dreimonatigen Regenzeitklausur (siehe Khao Phansa, Ok Phansa). Im darauffolgenden Monat werden bei der Kathina-Zeremonie den Mönchen neue Roben gespendet.
- Anapanasati Tag (meist im November) – Am Ende der dreimonatigen Regenzeitklausur war der Buddha überaus zufrieden mit dem geistigen Fortschritt seiner Mönche, dass er vorschlug, diese Zeit des Rückzuges um einen weiteren Monat zu verlängern. Am Ende dieses Monats stellte er am Vollmond-Tag seine Anapanasati-Sutta vor, „Die Achtsamkeit auf Ein- und Ausatmung“.

## Vergleich mit anderen Religionen
Da Uposatha-Tage etwa jede Woche gefeiert werden, lässt sich die ihre Funktion vergleichen mit dem Sonntag im Christentum, oder auch mit dem Sabbat des Judentums.
Im Buddhismus werden die mit Uposatha verbundenen Tätigkeiten stets freiwillig unternommen. Niemand wird verurteilt, wenn er diese Tage nicht beachtet.